# Hyacinthe Sigismond Gerdil
Hyacinthe Sigismond Gerdil CRSP (ur. 23 czerwca 1718 w Samoëns, zm. 12 sierpnia 1802 w Rzymie) – sabaudzki kardynał.

## Życiorys
Urodził się 23 czerwca 1718 roku w Samoëns we francuskojęzycznej części monarchii sabaudzkiej, jako Jean-François Gerdil, syn Pierre’a Gerdila i Françoise Perrier. Podstawową edukację odebrał w Bonneville, a w 1734 roku wstąpił do nowicjatu zakonu barnabitów. Profesję wieczystą złożył 25 września 1735 roku i przyjął imię Hyacinthe-Sigismond (Giacinto Sigismondo. Zaraz potem został wysłany do Bolonii, by studiować filozofię. Świeżo po ukończeniu trzech lat studiów, zaczął nauczać w Maceracie, a później w Casale Monferrato. 4 czerwca 1741 roku przyjął święcenia diakonatu, a tydzień później – prezbiteratu. Jego działalność naukowa umożliwiła mu zostanie członkiem wielu zrzeszeń, m.in. Royal Society, a oprócz tego zostanie wykładowcą filozofii i etyki na Uniwersytecie Turyńskim w 1749 roku. Wziął udział w synodzie w Turynie i był nauczycielem Karola Emanuela IV i Wiktora Emanuela I. W 1768 roku kapituła generalna zakonu rozważała wybór Gerdila na przełożonego generalnego. 17 lutego 1777 roku został wybrany tytularnym biskupem Dibony, a 2 marca przyjął sakrę. 23 czerwca został kreowany kardynałem in pectore. Jego nominacja na kardynała prezbitera została ogłoszona na konsystorzu 15 grudnia, a następnie nadano mu kościół tytularny San Giovanni a Porta Latina. W latach 1779–1795 był prefektem Kongregacji Indeksu, a w okresie 1786–1787 – kamerlingiem Kolegium Kardynałów. Był członkiem komisji opracowującej tekst Konstytucji apostolskiej Auctorem fidei, potępiającej jansenistyczny synod w Pistoi. Jednocześnie przewodniczył obradom komisji, przygotowującej dokumenty potępiające Konstytucję cywilną kleru i inne dyrektywy rewolucyjnej Francji. W 1795 roku został prefektem Kongregacji Rozkrzewiania Wiary i pozostał nim do śmierci. W czasie francuskiej okupacji Rzymu, wyjechał do Sieny, a następnie do Turynu, gdzie schronienia udzielił mu Karol Emanuel IV. Gdy został zmuszony do rezygnacji z korony Sardynii, Gerdil osiadł w Giaveno i, chcąc zrezygnować z przewodzenia Kongregacją Rozkrzewiania Wiary, zwrócił się do proprefekta Stefano Borgii, by został jego następcą. Podczas konklawe 1799–1800 kardynał František Herczan w imieniu cesarza Franciszka II sprzeciwiał się ewentualnemu wyborowi Gerdila na papieża. Po elekcji Piusa VII kardynał powrócił do obowiązków prefekta i rozpoczął pracę nad konsultacjami w sprawie konkordatu z napoleońską Francją. Zmarł 12 sierpnia 1802 roku w Rzymie.